# Museo Comunitario de la Virgen de Cupilco
Museo Comunitario de la Virgen de Cupilco es un proyecto comunitario que promueve el rescate y protección de la tradición y testimonios orales, las leyendas, fotografías y objetos de toda la herencia material e inmaterial del pasado del pueblo de Cupilco, en el estado mexicano de Tabasco.
La temática del Museo Comunitario gira en torno al culto popular de la Virgen de la Asunción, cuando en el siglo XVIII esta fue adoptada como Patrona y símbolo identitario del poblado.

## Historia
El Museo Comunitario de la Virgen de Cupilco, nace a principios del año 2010 con la iniciativa del Pbro. Enrico Lazzaroni por preservar la traducción oral en torno a la Virgen de la Asunción.
Los trabajos de estructuración estuvieron a cargo de un grupo entusiasta de habitantes de la comunidad, asesorados por expertos historiadores e investigadores provenientes del Instituto Nacional de Antropología e Historia (INAH), la Escuela Nacional de Antropología e Historia (ENAH), la Università IULM y el Centro Documentazione Mondialità, ambos de Milán, Italia.

## Acervo
El Museo Comunitario cuenta con un acervo de alrededor de 500 piezas, entre objetos históricos, etnológicos, devocionales, bibliográficos y testimoniales, así como fotografías, textos antiguos, una hemeroteca, vestidos y joyas de la Virgen de Cupilco.

## Distribución

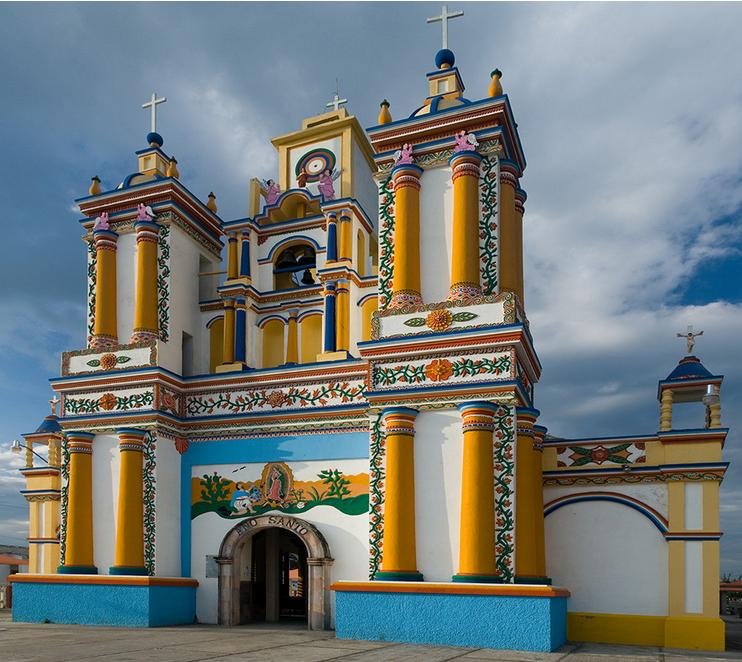
Iglesia de la Virgen de la Asunción, en Cupilco, Tabasco.

El museo se ubica a un costado de la emblemática Iglesia de Cupilco; consta de dos salas de exhibición (una temporal y otra permanente) y está decorado con murales del pintor local Eleazar López, quien en pasajes coloridos reproduce la leyenda de la Virgen de la Asunción y el contexto tabasqueño que refleja su historia, memoria y sincretismo cultural.
La sala permanente exhibe vestidos y objetos devocionales de la Virgen, como coronas, medallas y escapularios, además de elementos etnográficos que recrean el modo de vida de los cupilquenses.
En esta misma sala, existe un equipo digital, en donde se pueden escuchar entrevistas con los pobladores que hablan de sus orígenes y tradiciones, así como de las campañas desfanatizadoras durante el periodo gubernamental del gobernador Tomás Garrido Canabal, encaminadas a socavar la influencia del clero para convertir los templos en escuelas, en los años 30. El recinto cuenta además con una biblioteca y una fototeca con material digitalizado.

### Planta baja
- Guarda objetos
- Sierra de viento
- Mural

### Escaleras
- Galería fotográfica

### Planta alta
- Murales de la historia oral de Cupilco
- Fototeta
- Archivo de la Palabra
- Biblioteca
- Documentos antiguos
- Objetos devocionales
- Tesoro de la Virgen
- Exposición de vestidos de la Virgen